# Oligoceno
| Sistema/Período | Série/Época | Andar/Estágio  | Idade (Ma)   |
| --- | ----------- | -------------- | ------------ |
| Neogeno | Mioceno     | Aquitaniano    | mais recente |
| Paleogeno | Oligoceno   | Chattiano      | 23.03–28.1   |
| Paleogeno | Oligoceno   | Rupeliano      | 28.1–33.9    |
| Paleogeno | Eoceno      | Priaboniano    | 33.9–37.8    |
| Paleogeno | Eoceno      | Bartoniano     | 37.8–41.2    |
| Paleogeno | Eoceno      | Luteciano      | 41.2–47.8    |
| Paleogeno | Eoceno      | Ipresiano      | 47.8–56.0    |
| Paleogeno | Paleoceno   | Tanetiano      | 56.0–59.2    |
| Paleogeno | Paleoceno   | Selandiano     | 59.2–61.6    |
| Paleogeno | Paleoceno   | Daniano        | 61.6–66.0    |
| Cretáceo | Superior    | Maastrichtiano | mais antigo  |
| Subdivisão do Paleogeno de acordo com a Tabela Cronoestratigráfica Internacional versão 2015/1 da Comissão Internacional sobre Estratigrafia. |             |                |              |

Oligoceno ou oligocénico é a terceira época da era Cenozoica, está compreendida entre há cerca de 33,9 milhões de anos a cerca de 23 milhões de anos. O nome Oligoceno vem do grego oligos (pouco) e kainos (novo), em referência aos poucos novos mamíferos que surgiram nesta época em comparação com o Eoceno. Divide-se nas idades Rupeliana e Chattiana, da mais antiga para a mais recente.

## Clima
Em resumo, o Oligoceno pode ser considerado como um período de transição entre o primitivo mundo tropical de seu antecessor Eoceno e o mundo relativamente moderno de seu sucessor Mioceno.
A principal mudança na geografia do mundo no Oligoceno foi a separação da América do Sul da Antártida, abrindo a passagem de Drake e completando o isolamento da Antártida; este isolamento permitiu a criação da Corrente Circumpolar Antártica, a qual impedia que as correntes oceânicas quentes se aproximassem do continente austral, fazendo sua temperatura diminuir e aumentar sua glaciação. Essa diminuição de temperatura se refletiu em todo o globo, porém de forma muito mais suave que no Eoceno. O aumento da calota polar Antártida também fez com que os níveis dos oceanos no Oligoceno baixassem.
O clima mais frio, também tornou a terra mais secas, fazendo as florestas diminuírem, dando lugar a áreas abertas e prados arborizados, sendo que começara a surgir em torno dos polos vegetações característica de tundra e taiga. Ainda assim, regiões desérticas e semidesérticas eram raras.

## Fauna
A fauna do Oligoceno foi, praticamente, uma consequência da Grande Coupure, a extinção no final do Eoceno que tirou da Terra a maioria dos mamíferos primitivos, dentre eles os dinocerados e os brontotérios, o que deu oportunidade para os ancestrais dos atuais mamíferos herbívoros se desenvolverem. Os primeiros a se destacarem nesta época foram os perissodáctilos, tais como os cavalos (Hippomorpha) e os rinocerontes (Ceratomorpha), sendo que alguns deles atingiram grande porte (merecendo destaque o Indricotherium, um Cetaromorpha que é considerado o maior mamífero terrestre que já existiu). Porém também houve um considerável desenvolvimento dos artiodáctilos (bovinos, cervos e porcos) e proboscídeos (elefantes), além de alguns poucos membros de ordens hoje extintas.
Entre os predadores, os creodontes ainda eram os dominantes, porém os carnívoros já estavam se desenvolvendo bastante (alguns especialistas acreditam que este desenvolvimento foi a principal causa da extinção dos creodontes, os quais não conseguiram competir com os carnívoros modernos), merecendo destaque para as famílias dos cães-ursos (Amphicyonidae), os primeiros felinos verdadeiros (Felidae) e os chamados "falsos-dentes-de-sabre" (Nimravidae), que se assemelhavam aos felinos porém tinham pernas mais curtas e são considerados mais primitivos.

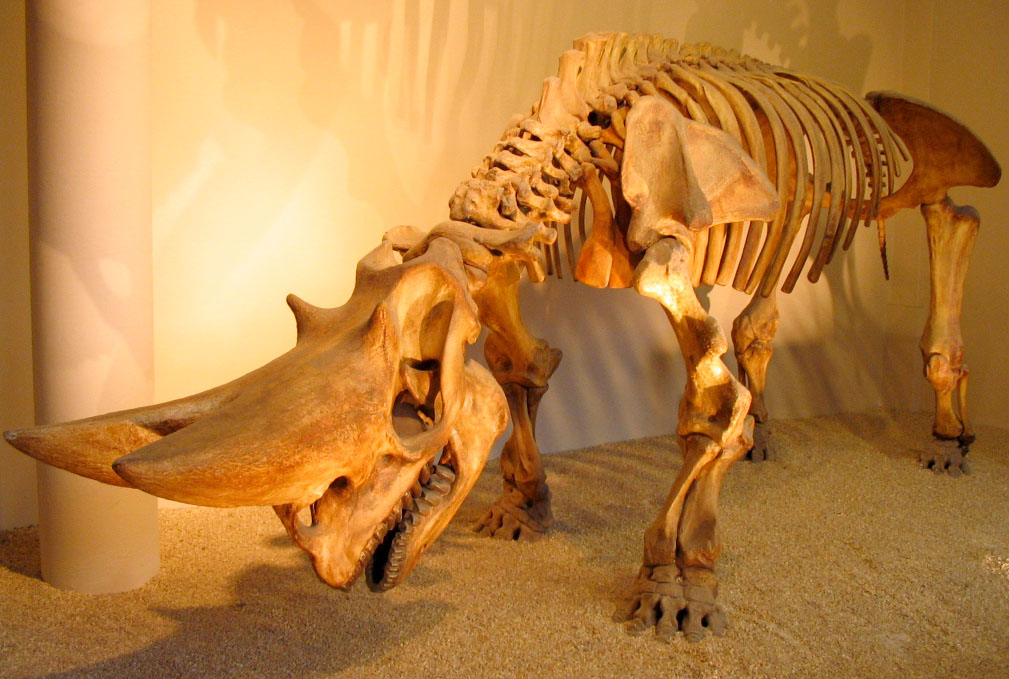
Arsinoitherium zitteli Um embritópode Comprimento: 3 m
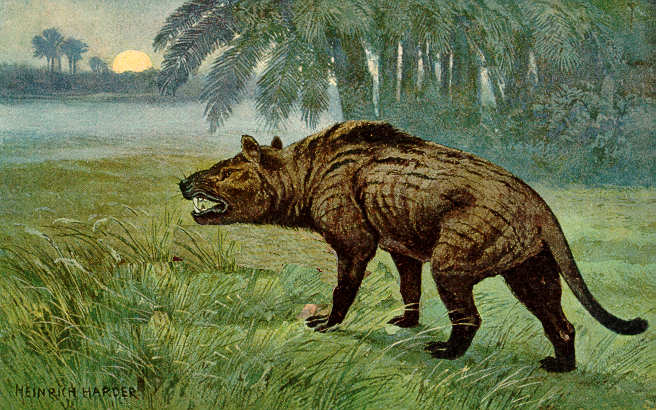
Hyaenodon Um creodonte Altura: 1,4 m
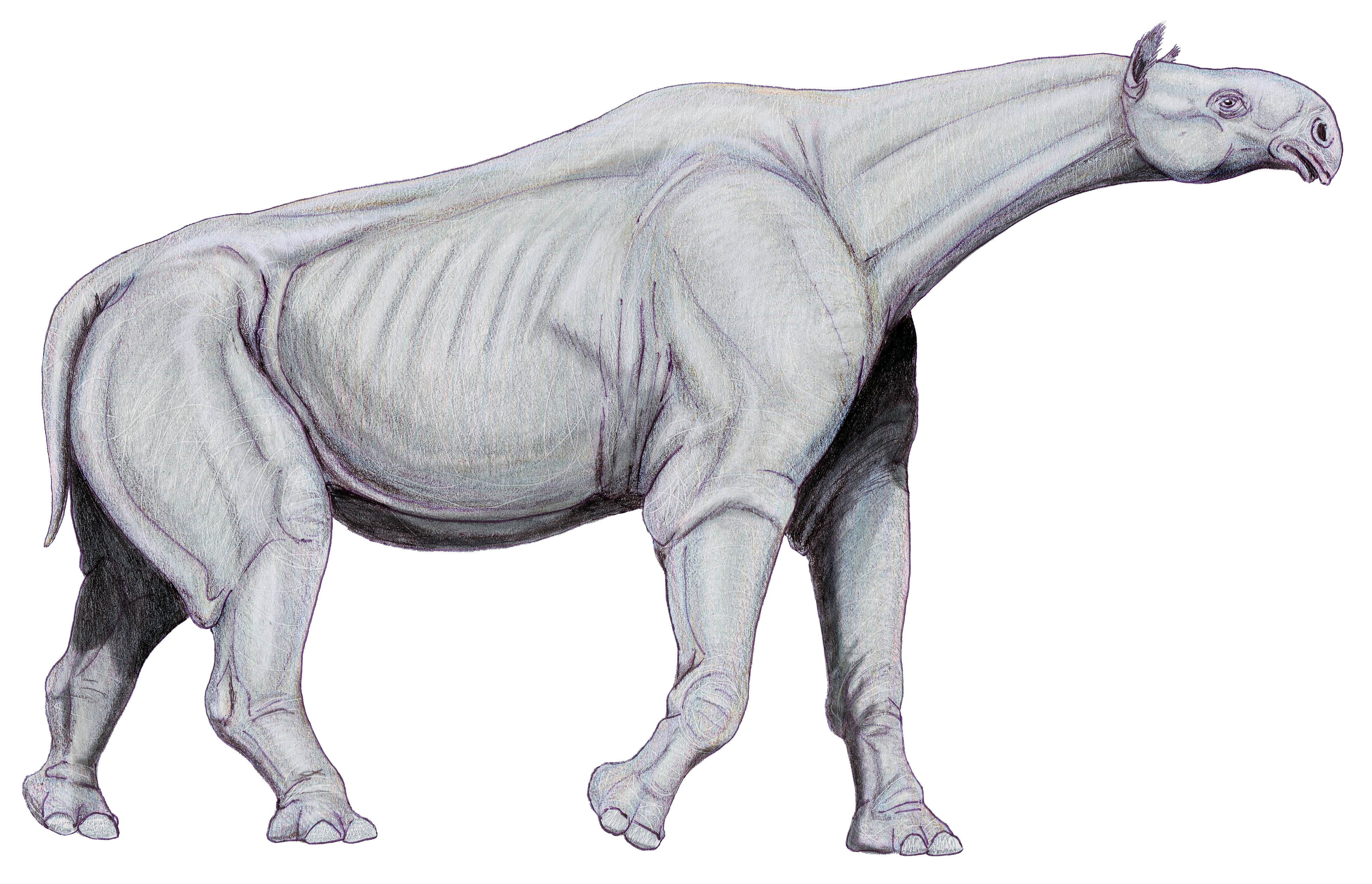
Indricotherium transouralicum Um perissodáctilo Altura: 6 m
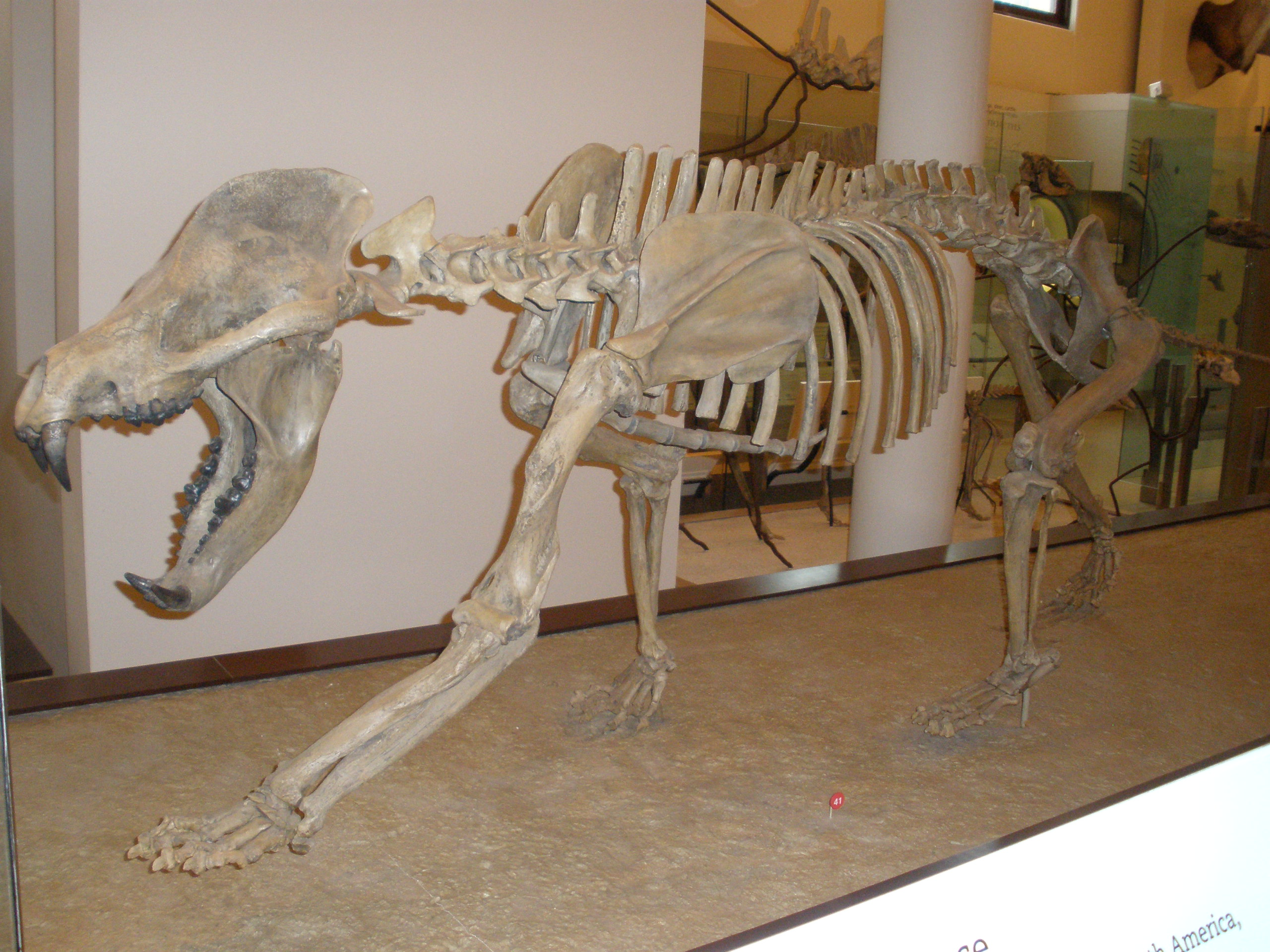
Cão-urso (Amphicyon sp.) Um carnívoro Comprimento 2,5 m
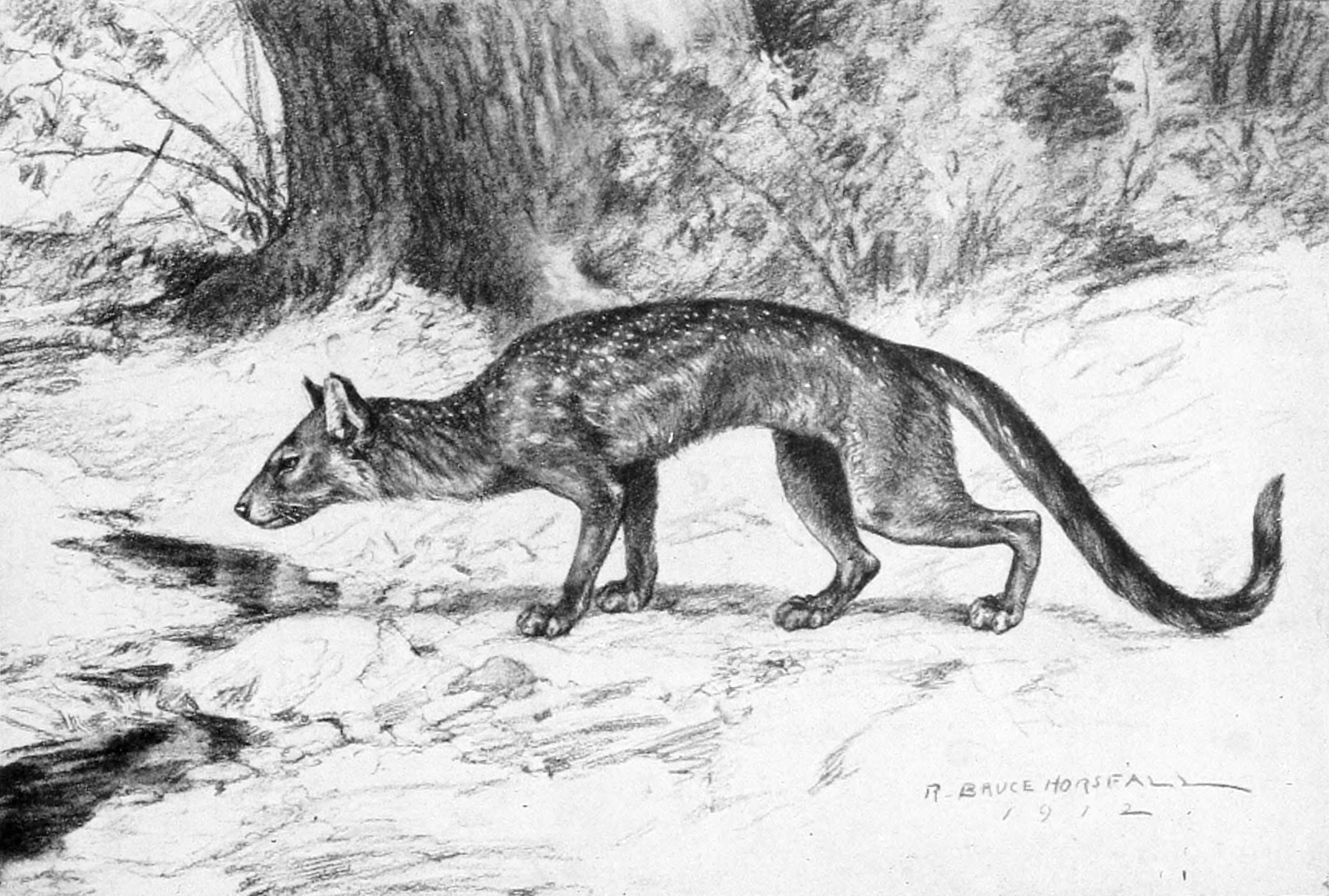
Hesperocyon Um carnívoro Comprimento 80 cm
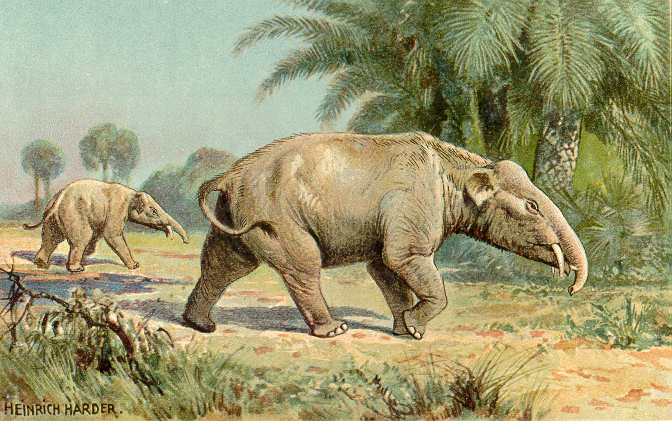
Paleomastodon Um proboscídeo Altura: 2 metros
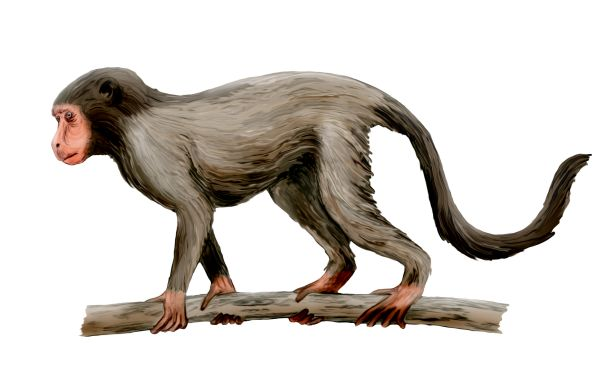
Aegyptopithecus Um primata Comprimento: 56 a 92 cm
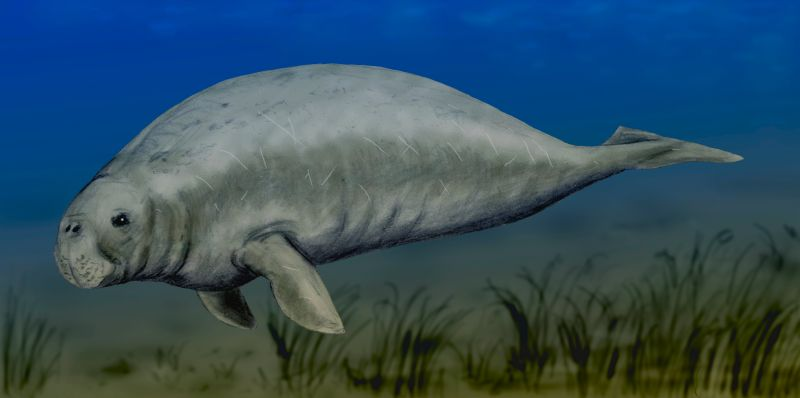
Halitherium Um sirênio Comprimento: 4 m
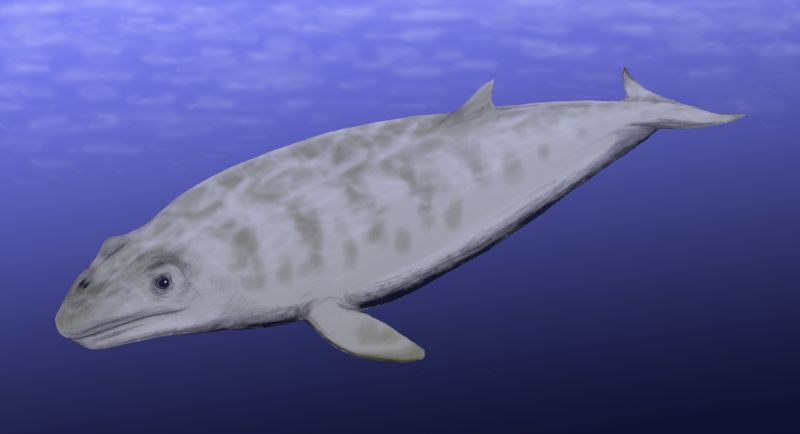
Janjucetus Um cetáceo Comprimento: 3.5 m
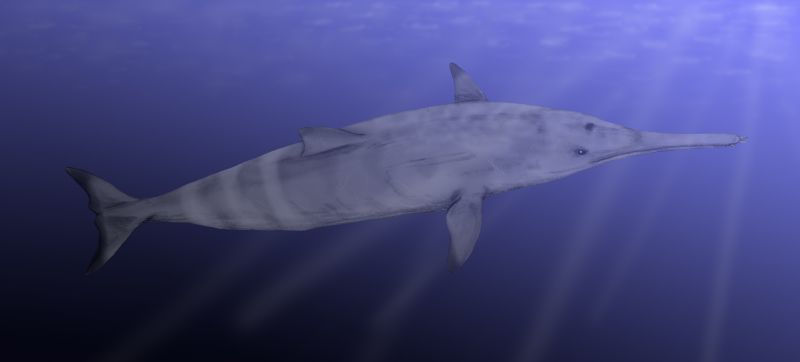
Squalodon Um cetáceo Comprimento: 3 m
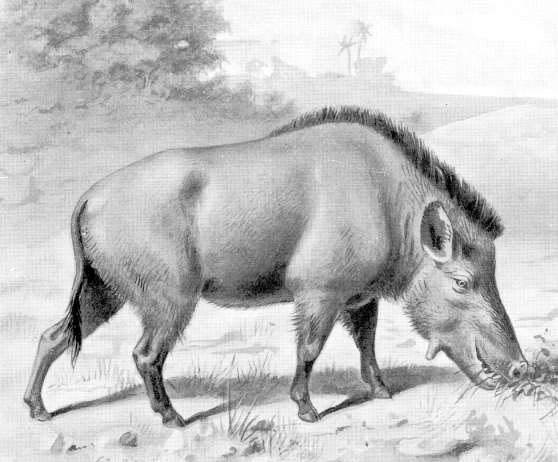
Entelodon magnus Um artidáctilo Comprimento: 3 m
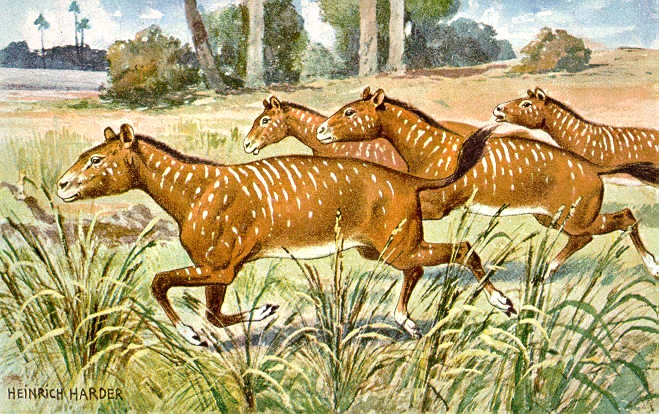
Mesohippus bairdi Um perissodáctilo Altura: 60 cm
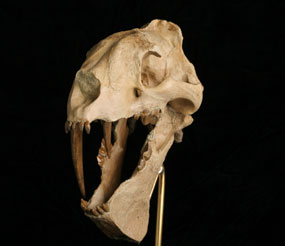
Eusmilus cerebralis Um nimravídeo Comprimento: 2 m